# Sotkamo
Sotkamo es un municipio de Finlandia, perteneciente a la región de Kainuu. Cuenta con una población de 10,572 (2015) y un área de 2,951.87 km² (de los cuales 302.59 km² son agua). Tiene una densidad de población de 4.0 hab./km².
Al oeste de Sotkamo, en Vuokatti hay una popular estación de esquí. El parque nacional de Hiidenportti está en este municipio.
En lo deportivo, el municipio es sede del equipo de béisbol, Sotkamon Jymy.